# Forte de São Clemente
O Forte de São Clemente, também conhecido como Castelo de Vila Nova de Milfontes ou simplesmente Forte de Milfontes ou ainda Castelo de Milfontes, localiza-se na localidade e freguesia de Vila Nova de Milfontes, no município de Odemira, na região do Alentejo, em Portugal. Foi construído em 1602, para defender a povoação dos ataques de piratas e a foz do Rio Mira. Perdeu as funções militares no século XIX, tendo sido vendido a particulares em 1903. É considerado um ex-Libris de Vila Nova de Milfontes. Foi classificado como Imóvel de Interesse Público em 1978.

## Descrição
Consiste numa fortificação costeira, do tipo abaluartado, situada numa ponta rochosa na margem direita da foz do Rio Mira, em Vila Nova de Milfontes. Localiza-se de forma dominante sobre a povoação, que se espraia a Norte e Leste. Junto ao monumento situa-se a Praça da Barbacã, onde foi erguido um monumento à primeira travessia aérea entre Portugal e Macau, que partiu de Vila Nova de Milfontes em 1924.

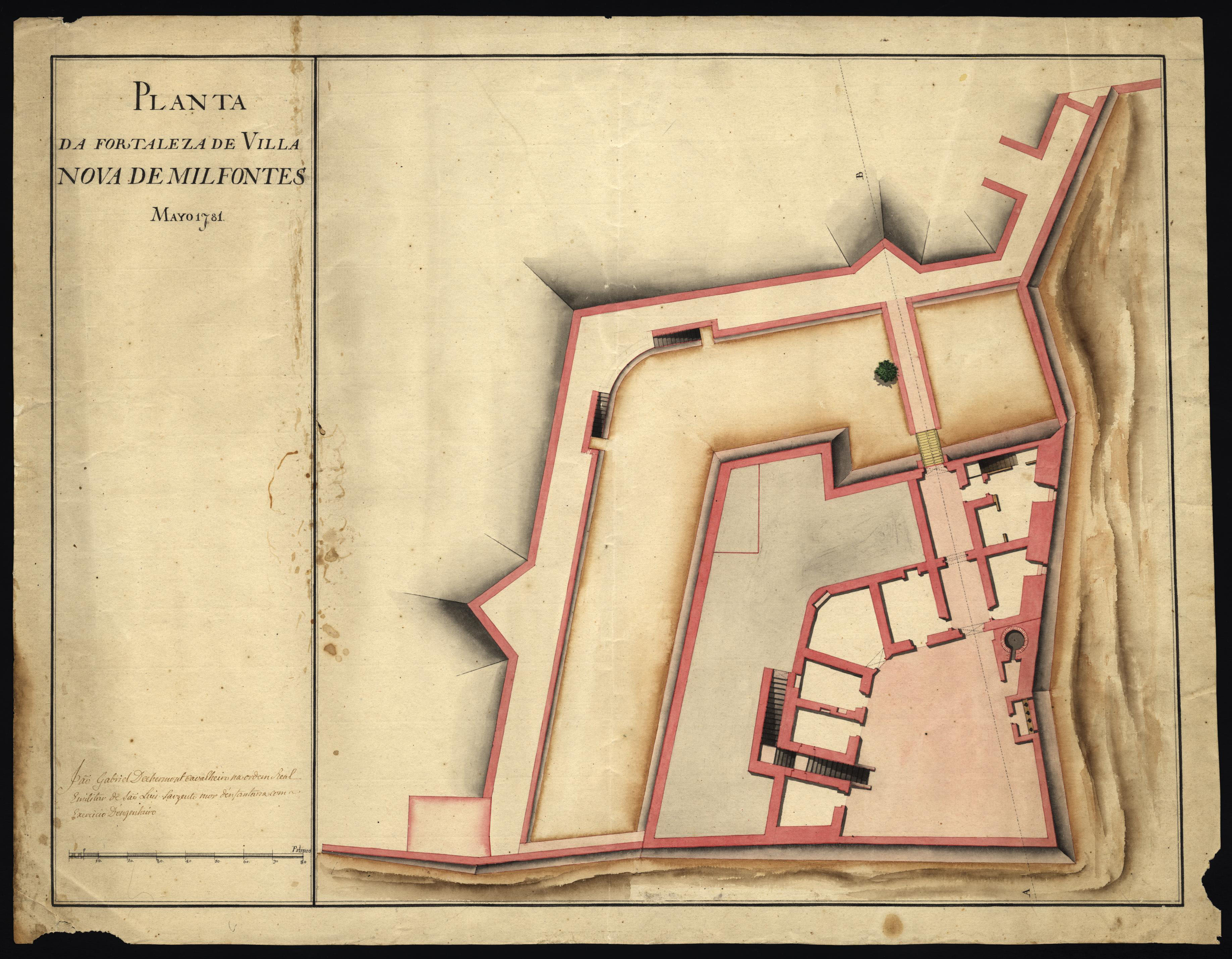
Planta da fortaleza, elaborada em 1781.

Apresentava originalmente uma planta de forma poligonal, sensivelmente quadrangular, e estava dividida em duas plataformas a níveis distintos, às quais correspondiam dois baluartes salientes, nos cantos virados a Noroeste e Sudoeste. Nas duas plataformas encontravam-se outras baterias, atirando à barbeta. O baluarte virado para a foz do rio tinha originalmente um formato arredondado, tendo sido modificado para uma aresta viva nos finais do século XVII. Nos lados da fortaleza virados para a povoação, existia um terrapleno lajeado com canhoneiras, com 35 m de lado. A muralha era em talude. Na muralha Leste situa-se o portão de armas, com arco de volta perfeita, e rematado pela pedra de armas, onde está representado um escudo com coroa fechada. Este lado da muralha possui um ressalto na muralha, de forma a formar um ângulo flanqueante, embora sem um baluarte. As faces Norte e Leste da muralha estavam protegidos por um fosso inundado, com uma contraescarpa no lado externo, que era percorrida por uma estrada coberta, cujo acesso ao fosso era feito através de uma escada em pedra, já desaparecida. Este fosso era protegido por dois terraços, equipados com revelins triangulares de forma saliente. O principal vestígio destas estruturas de defesa exterior é o muro em redor do fosso, formando o miradouro da barbacã.
Do lado de dentro, o portão de armas dá acesso a um corredor, onde se situava o Corpo da Guarda, e uma grade móvel, conhecida como Rastrilho. O interior da fortaleza está dividido em dois pavimentos, estando o inferior ocupado originalmente pelos quartéis das tropas e armazéns, com vários compartimentos na praça baixa, como a capela, que estava situada junto ao terrapleno. O muro da praça baixa é rasgado por um conjunto de janelas em arco. No superior situava-se a Casa de Comando, que estava coberta originalmente por um terraço, utilizando por mosqueteiros, e que posteriormente foi transformado num telhado. Na praça alta encontra-se igualmente uma réplica de um cubelo ameado, de aparência medieval, disfarçando uma torre de água. O forte contava provavelmente com uma rampa para pesados talhada na rocha, conhecida como trem, cujos vestígios foram encontrados durante estudos arqueológicos na década de 2010.

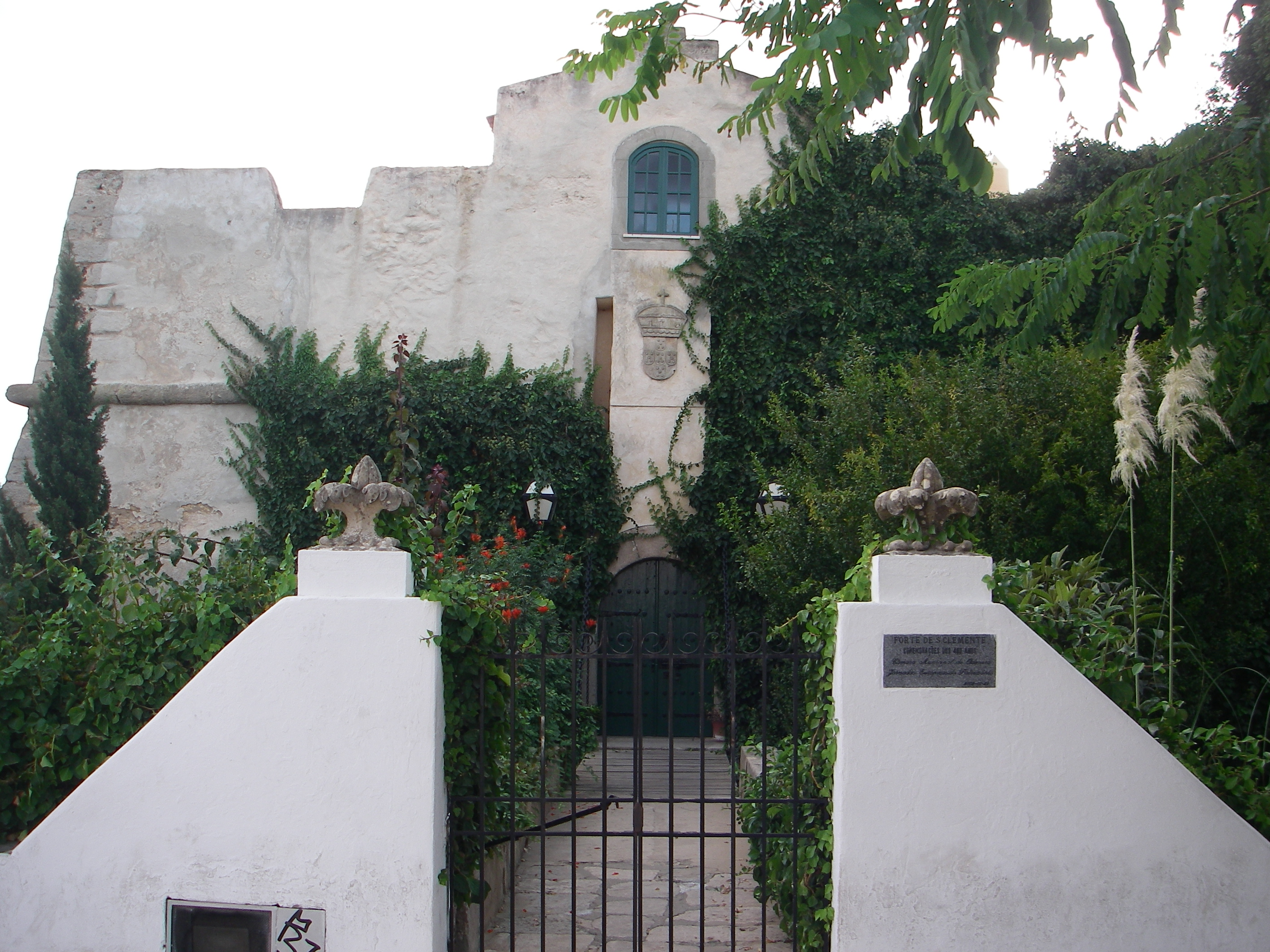
Entrada do forte em 2008, sendo visível o portão, encimado pela pedra de armas.

O imóvel segue principalmente o estilo maneirista, embora tenha alguns elementos que criam uma ambiência típica do Romantismo, como o cubelo falso, e a cobertura em hera nas fachadas Norte e Leste. O aparelho construtivo é típico do período filipino. O escritor Pinho Leal refere na sua obra Portugal antigo e moderno, publicada em 1886, que o castelo tinha «uma ponte levadiça, fossos, barbacan, paiol, capella, acommodações para a guarnição, etc».
Em 2012, durante obras na Avenida Marginal, nas imediações da Praia da Franquia e a cerca de 50 m do forte, foi descoberto um muro de alvenaria em curva, com estrutura em xisto e diorito local, com argamassa em cal, que poderá ter sido construído durante a época romana ou então estar ligado à fortaleza. Esta última hipótese é a mais provável, podendo ter sido parte do Poço do Castelo, correspondendo ao antigo poço do Forte de São Clemente, estrutura que surge nas cartas antigas. No local foram descobertos vários fragmentos cerâmicos, espólio comum para um poço, além que aquela área passou a ser utilizada pela população de Vila Nova de Milfontes após o Poço do Castelo ter deixado de funcionar, entre os séculos XIX e XX. Na área foram igualmente descobertos fragmentos de talhe de materiais líticos em quartzito e grauvaque, e restos de ânforas, possivelmente romanas, que no entanto poderão ter sido trazidos em conjunto com a areia que foi depositada ali, durante as obras para a construção de um campo desportivo.

## História

### Antecedentes
A foz do Rio Mira foi de grande importância para a navegação marítima e fluvial desde tempos recuados, devido à sua localização e boas condições de atracagem, além que era o único porto situado ao longo da faixa costeira entre Sines e o Cabo de São Vicente. Foi utilizada pelo menos desde o período romano, como pode ser comprovado pela descoberta de âncoras e fragmentos de cerâmica, tendo continuado esta função ao longo da idade média, constituindo um porto secundário para as estruturas portuárias que serviam a vila de Odemira. A sua importância cresceu a partir do século XII, quando o Rio Mira começou a sofrer de um assoreamento cada vez mais acentuado. Apesar da presença do porto natural, a área em si esteve praticamente desabitada até que foi fundada a povoação, por decreto real de D. João II. Porém, uma das principais ameaças à povoação eram os ataques dos piratas mouros, vindos do Norte de África. Um das maiores investidas deu-se durante os princípios do reinado de D. João II, quando a vila foi saqueada e incendiada, ao ponto de ter ficado quase totalmente deserta, uma vez que os habitantes a abandonaram, refugiando-se no interior. De forma a proteger a povoação, o monarca ofereceu a cinquenta homiziados o direito de couto, com a condição que ajudassem a defender os habitantes dos piratas e corsários. Em 1512, recebeu foral de D. Manuel.

### Construção e primeiros anos
Embora a instalação de um couto de homiziados em Vila Nova de Milfontes tenha reduzido os ataques, não eliminou completamente a ameaça dos piratas. Em 1590, os corsários realizaram um grande assalto, durante o qual a povoação foi quase totalmente destruída. Assim, em 1598 o engenheiro napolitano Alexandre Massai foi nomeado pelo Conselho de Guerra para fazer o reconhecimento da área da foz do Rio Mira, e averiguar sobre como organizar a sua defesa contra os piratas. O forte foi construído entre 1599 e 1602, durante o período filipino, tendo sido igualmente planeado por Alexandre Massai. Além de proteger a vila dos piratas, o forte também iria defender a importante barra do Rio Mira, funcionando igualmente como área de alfândega. Segundo o historiador Carlos Pereira Calixto, um outro motivo para a construção do forte deveu-se à perda da independência portuguesa para Espanha em 1580, tendo o monarca espanhol construído vários portos ao longo do litoral português, de forma a prevenir um desembarque britânico.
A construção do Forte de São Clemente levou à suspensão das obras de uma fortificação no centro da Ilha do Pessegueiro, que iria complementar as defesas já existentes na ilha, mas que não chegou a ser construída, por ser considerada de menor prioridade. Ambas faziam parte de uma rede de fortificações que deveriam proteger a faixa costeira a Sul do Rio Sado, mas este programa foi comprometido devido ao cancelamento do forte na Ilha do Pessegueiro, pelo que continuaram os problemas de segurança do litoral e das embarcações.
A instalação do forte levou a grandes alterações físicas na margem do rio, não só através da sua implantação mas também devido à extracção de pedra para a sua construção, provavelmente a partir de rochas submersas, tendo sido descobertos os vestígios de uma pedreira nas proximidades do imóvel. Ainda no século XVII foi construído o poço que servia o forte, e provavelmente também era utilizado na aguada das embarcações. Tanto o forte como o poço enquadram-se no contexto de construção de infra-estruturas portuárias na foz do Rio Mira, durante as épocas medieval e moderna.
Em 1621, sabe-se que o edifício já estava a necessitar de obras de reparação, estando nessa altura equipado com cinco peças de artilharia, arcabuzes e mosquetes, mas não estava guarnecido nem tinha munições. Era gerido por um cidadão abastado de Vila Nova de Milfontes, Diogo Fernandes. Segundo Calixto Pereira, após Portugal ter recuperado a sua independência em 1640, voltou a verificar-se a necessidade de reforçar as defesas costeiras de forma a evitar um possível desembarque de forças inimigas, desta vez vindas de Espanha, e ao mesmo tempo repelir os ataques dos piratas, não só mouros como também luteranos. Assim, D. João IV terá dado ordens para reconstruir o forte, tendo as obras sido concluídas em 1693. No âmbito deste programa, foram introduzidas algumas alterações estruturais, como a modificação do baluarte virado para a barra do rio. Segundo Calixto Pereira, após o final dos trabalhos a fortaleza tinha seis peças de fogo e uma guarnição de duas companhias de soldados, e os habitantes da vila e do seu termo foram obrigados a apresentar-se ao governador quando o sino do forte desse sinal de rebate. Também deverá ter sido neste período que foi construída à beira-mar uma torre de vigilância, conhecida como Vigia do Canal, que servia para avisar o forte da aproximação de uma frota inimiga. A guarnição desta atalaia devia acender um número de fogos correspondente à quantidade de embarcações inimigas, alertando desta forma o forte, que por sua vez deveria tocar o sino a rebate, para que a população fosse defender as praias.

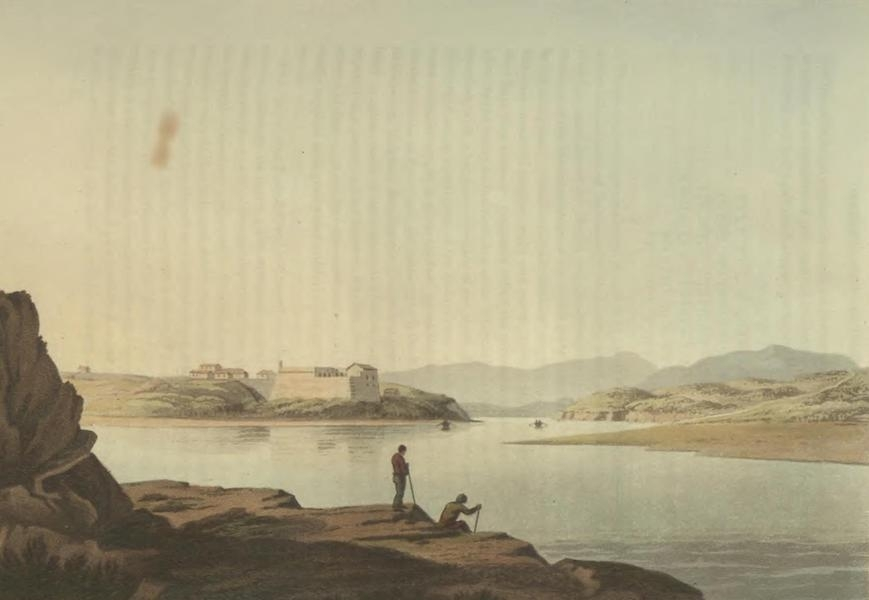
Gravura da foz do Rio Mira, do artista inglês George Landmann (en), publicada em 1818. No centro é visível o forte e o casario.

### Séculos XVIII e XIX
Na obra Portugal: Diccionario Historico, publicada em 1915 por Esteves Pereira e Guilherme Rodrigues, refere-se que em 1708 o castelo tinha doze peças de artilharia. Em meados desta centúria, a fortaleza fazia parte da Repartição de Setúbal, sendo considerada parte do conjunto de defesas marítimas de Lisboa. Nessa altura, a maior parte das fortificações naquela repartição encontravam-se em más condições de conservação, incluindo a de Vila Nova de Milfontes, que precisava de obras de reparação. Ao mesmo tempo, a foz do Rio Mira foi perdendo importância devido ao seu progressivo assoreamento, que impedia as embarcações de entrarem na barra.
O castelo perdeu as suas funções estratégicas em meados do século XIX. João Maria Baptista refere na sua obra Chorographia moderna do reino de Portugal, de 1874, que o castelo já estava «desartilhado», e Pinho Leal relata em 1886 que já se encontrava em ruínas.

### Séculos XX e XXI
O forte foi vendido em hasta pública em 1903, ou em 1906, iniciando-se um período de cerca de quatro décadas, durante o qual passou por vários proprietários, tendo-se acentuado consideravelmente o seu estado de degradação. Em 1931 a Junta de Freguesia de Vila Nova de Milfontes deliberou que o imóvel deveria ser expropriado e demolido, mas esta decisão não avançou devido à falta de recursos financeiros. Em 1937 foi feito um novo requerimento para a sua demolição, que foi rejeitado pela Direcção-Geral dos Edifícios e Monumentos Nacionais. Em 1939 foi adquirido por Luís Manuel de Castro e Almeida, que ordenou a realização de grandes obras de restauro, durante as quais foi modificada a estrutura, tendo parte do forte sido transformado em residência particular, enquanto que os espaços restantes foram aproveitados como estabelecimento turístico. O responsável pelas obras foi o mestre João Damásio, como indicado numa lápide em azulejo no interior do edifício. Na época contemporânea foi instalada uma torre de água, de forma a resolver problemas de abastecimento, que foi ocultada por um cubelo falso. Nesta altura também foi modificado o interior da fortaleza, incluindo a escavação do terrapleno e a ligação deste ao fosso por uma porta, e a ampliação dos edifícios na praça elevada, de forma a expandir a área habitável. Durante as obras também foi levantada parte da muralha de uma bateria, que tinha caído nos inícios da centúria. Em 1943, Carlos Pereira Calixto propôs a instalação de uma pousada no monumento, uma vez que nessa altura não existiam na povoação quaisquer estabelecimentos hoteleiros em condições de receber os turistas, que acorriam às praias durante a época estival.
Foi classificado como Imóvel de Interesse Público pelo Decreto n.º 95/78, de 12 de Setembro, com o nome de Forte de Milfontes. Em 1998, o monumento foi alvo de obras de restauro e para a sua transformação numa unidade de turismo de habitação. Em Novembro de 2009 já estava à venda, passando a ser apenas uma residência particular. Em Julho de 2013, voltou a ser posto à venda.
Apesar de funcionar como residência privada, o forte ainda assim participa em vários eventos culturais; por exemplo, em 2020 e 2021 foram organizadas visitas guiadas ao forte, no âmbito do programa Terras sem Sombra, tendo a visita de 2021 sido coordenada pelo historiador António Martins Quaresma.

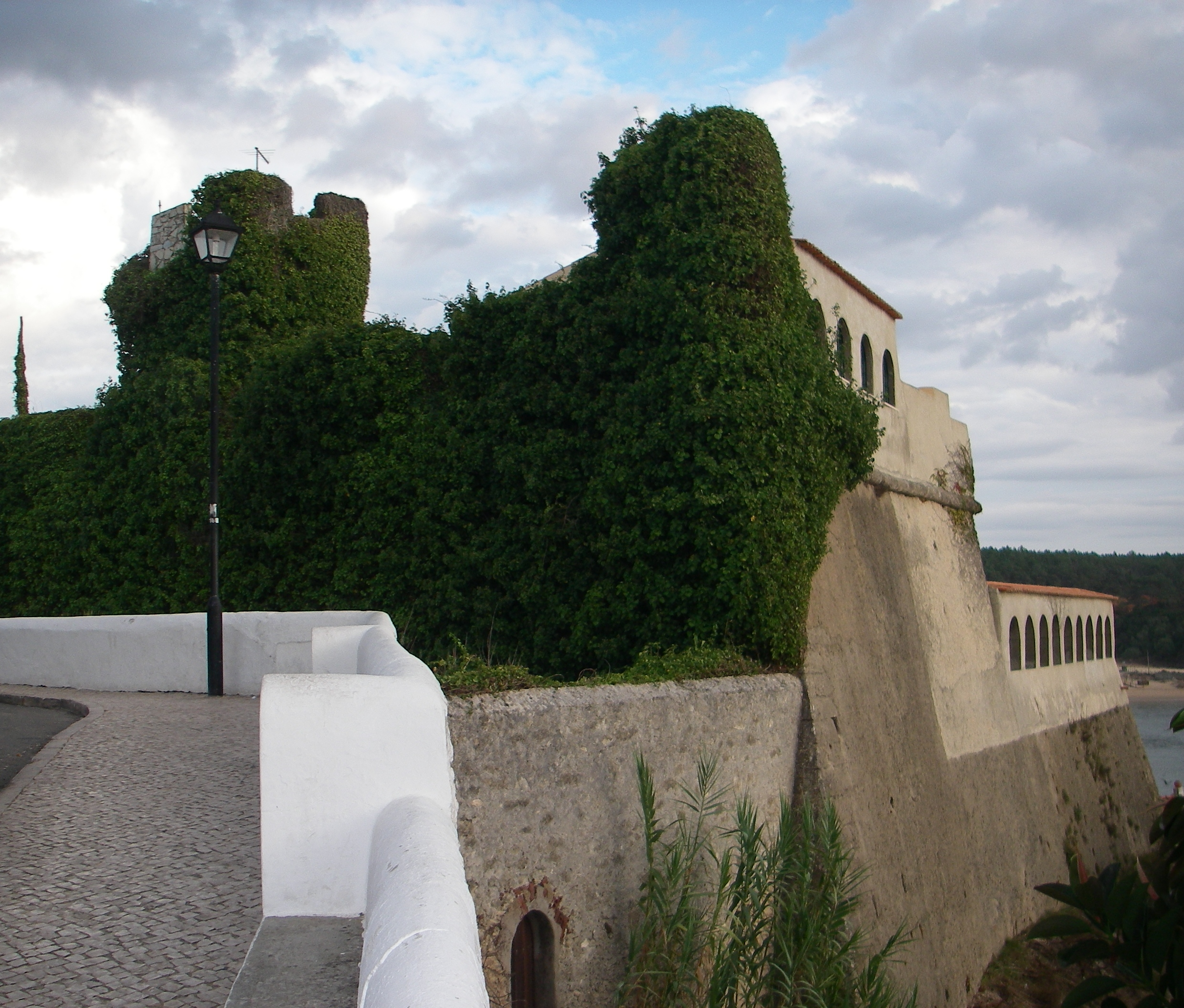
Fachada ocidental do forte, em 2008.

## Leitura recomendada
- ALMEIDA, J. (1948). Roteiro Monumentos Militares Portugueses. Volume III. Lisboa: [s.n.]
- CALIXTO, Carlos Pereira (6 Setembro de 1979). «O Forte de S. Clemente de Vila Nova de Milfontes». O Dia
- GUEDES, Lívio da Costa (1988). «Aspectos do Reino do Algarve nos séculos XVI e XVII - A "Descripção" de Alexandre Massaii (1621)». Boletim do Arquivo Histórico Militar. Lisboa. Consultado em 7 de Fevereiro de 2021 – via Arquivo Histórico Militar
- QUARESMA, António Martins (2007). Alexandre Massai: a "escola Italiana" de engenharia militar no litoral alentejano (séculos XVI e XVII). Sines: Centro Cultural Emmerico Nunes. 95 páginas. ISBN 978-972-99027-4-1
- QUARESMA, António Martins (1988). Apontamentos Históricos sobre Vila Nova de Milfontes. Odemira: [s.n.]
- QUARESMA, António Martins (2019). Vila Nova de Milfontes - História 2.ª ed. Odemira: Câmara Municipal de Odemira. 266 páginas. ISBN 978-989-8263-14-8